# Pterolophia crassipes
Pterolophia crassipes là một loài bọ cánh cứng trong họ Cerambycidae.